# Een poppenhuis
Een poppenhuis (Noors: Et dukkehjem) is een toneelstuk van de Noorse schrijver Henrik Ibsen uit 1879. Belangrijkste thema van het werk is de vrouwenemancipatie. Door zijn invloed op de opkomst van de vrouwenbeweging en zijn rol in de opkomst van het moderne Westerse drama is het toneelstuk in 2001 opgenomen in de Werelderfgoedlijst voor documenten.

## Verhaal
Hoofdpersoon Nora Helmer is getrouwd met Torvald, die haar op een autoritair-directieve en kinderlijke wijze behandelt. Het stuk opent tijdens de kerstdagen. Torvald heeft net promotie gemaakt tot directeur bij de bank waar hij werkt, maar wijst er Nora op belerende wijze nadrukkelijk op dat ze gewoon zuinig moet blijven leven. 
Vervolgens komt Nora’s vroegere vriendin Christine Linde op bezoek. Nora en Christine hebben elkaar tien jaar niet meer gezien en vertellen wat er tijdens die periode is gebeurd. Christine was gehuwd met een rijk man, maar toen hij stierf liet hij haar niets na. Ze zit nu in geldnood en vraagt Nora bij haar man te bepleiten dat ze een aanstelling krijgt bij zijn bank. Nora vertelt Christine op haar beurt dat zij zich jaren geleden buiten medeweten van Torvald in de schulden heeft gestoken om een voor diens gezondheid noodzakelijke buitenlandse kuur te financieren. Ze vervalste daartoe een borgstellingbewijs en voert nu al jaren werkjes uit om het terug te betalen. Kredietverstrekker Krogstad, een vroegere geliefde van Christine, blijkt echter net achter de vervalsing te zijn gekomen en stuurt daarover die kerst een brief aan Torvald. Wanneer Torvald de brief leest, is hij woest, maakt grove verwijten aan Nora en verordonneert dat zij het huis niet meer verlaat. Hij wil kost wat kost een schandaal vermijden en zal zijn zaakjes met de verwenste Krogstad zelf wel oplossen.
Inmiddels heeft Christine zich echter tot Krogstad gewend, beiden worden opnieuw verliefd op elkaar, en Krogstad stuurt het vervalste borgstellingsbewijs terug naar de Helmers. Wanneer Torvald het papier ontvangt zegt hij Nora te vergeven en vindt dat alles vervolgens gewoon weer verder kan gaan, als vanouds.

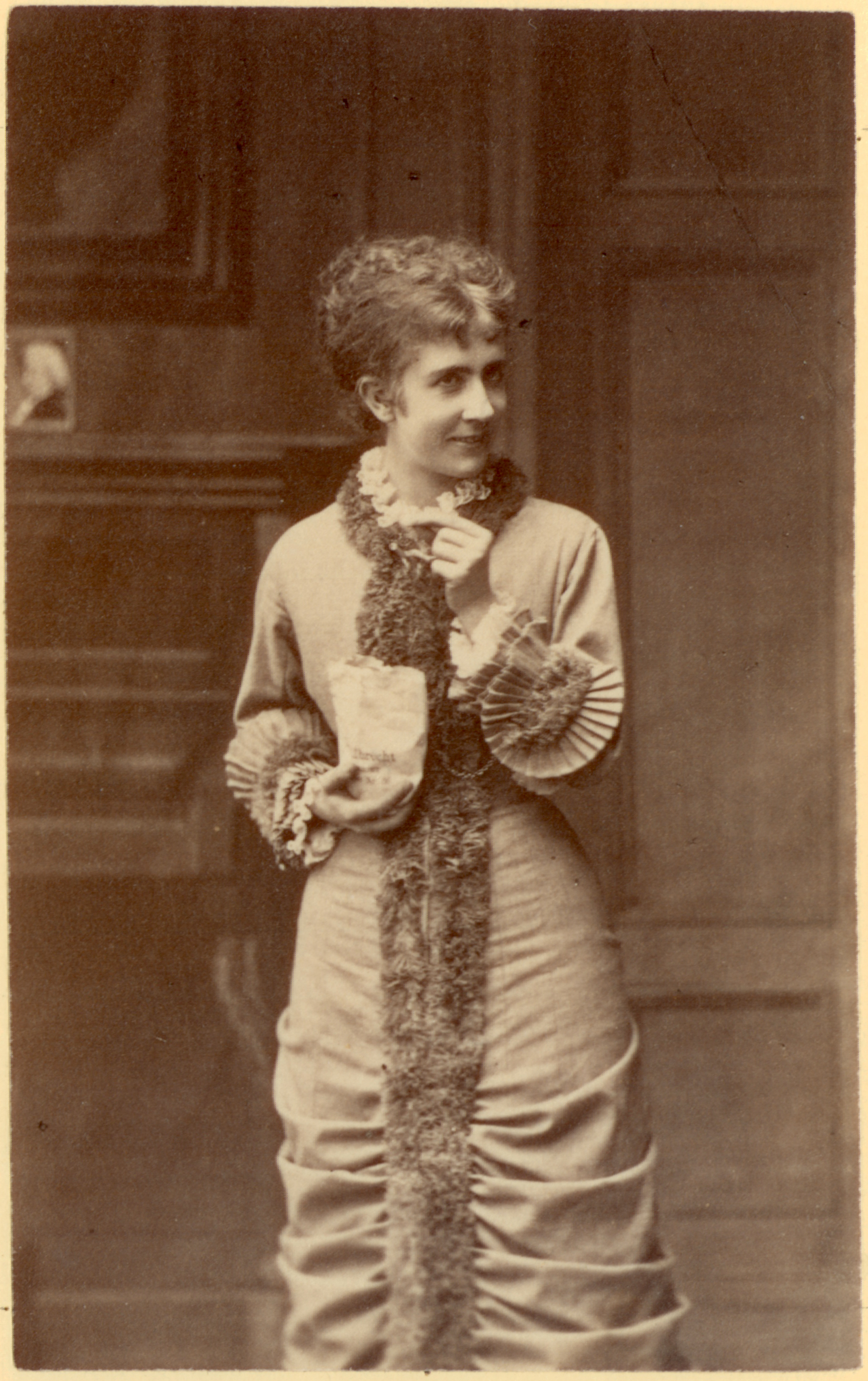
Betty Hennings als Nora in een der eerste uitvoeringen van ‘‘Het poppenhuis’’, Kopenhagen, 1879-1880

Nora trekt echter haar conclusies uit het hele gebeuren. Zij ziet in dat het Torvald nooit om haar te doen is geweest maar vooral om eer en status. Ineens komt hij haar nu klein en zielig over. Uiteindelijk verlaat ze haar man en kinderen en met het later beroemd geworden dichtklappen van de deur eindigt het stuk.

## Typering
Een poppenhuis is een toneelstuk dat de principes van een tendensroman volgt. Het brengt de vrouwenkwestie en het huwelijksprobleem in discussie en doet dat met veel overtuigingskracht. Maatschappelijk zorgde het stuk rond 1880 voor veel opschudding en onrust; er werden zelfs demonstraties voor en tegen het stuk gehouden, niet alleen in Noorwegen maar in heel Europa. Het poppenhuis is dan ook wel een der meest invloedrijke werken genoemd die ooit werden geschreven. Nora’s laatste woorden tegen haar man (“ik moet nu eerst mezelf onderwijzen, en dat kun jij niet voor mij doen… Ik heb ook nog een plicht, even heilig, mijn plicht jegens mijzelf…”) wordt sinds die tijd beschouwd als een strijdkreet voor de vrouwenbeweging die de zelfverwerkelijking en individualiteit van de vrouw centraal stelt.
Een poppenhuis is echter niet alleen een tendensroman maar ook een psychologisch drama over hooggespannen verwachtingen die ontgoocheld worden. Nora verwacht op een gegeven moment een wonder: haar man zal als een ridder voor haar optreden. Wanneer dat anders blijkt te zijn stort haar wereld in en blijft ze enkel op haar eigen kracht aangewezen.

## Vertaling in het Nederlands
In 1906 verscheen de vertaling in het Nederlands door Margaretha Meijboom, met een inleiding door Leo Simons, bij G. Schreuders te Amsterdam voor de Wereldbibliotheek. Tal van herdrukken volgden, o.m. bij Meulenhoff.

## Opvoeringen, bewerkingen
Een poppenhuis ging op 21 december 1879 in Kopenhagen in première (met Betty Hennings in de rol van Nora) en beleefde spoedig daarna grote successen over heel Europa. In de twintigste eeuw werden er ook veel hoorspelen, televisiebewerkingen en films van gemaakt, waarvan twee in 1973: een met David Warner en Jane Fonda in de hoofdrollen, een andere met Anthony Hopkins en Claire Bloom. 

## Vervolg door Jelinek
Bijna een eeuw na het verschijnen van Een poppenhuis, in 1977, schreef Elfriede Jelinek een vervolg op het stuk, Was geschah, nachdem Nora ihren Mann verlassen hatte; oder Stützen der Gesellschaften, dat in 1980 voor het eerst werd opgevoerd. Hierin wordt Nora geconfronteerd met de realiteit van het leven als een ‘vrije’ vrouw in een wereld die net als vroeger door kleine, kapitalistische elites gedomineerd wordt.

## Werelderfgoedlijst voor documenten
In 2001 werd Een poppenhuis opgenomen in de Werelderfgoedlijst voor documenten, omdat het volgens Unesco een wereldwijde invloed heeft uitgeoefend op maatschappelijke omstandigheden en sociale normen. Het hoofdpersonage Nora Helmer is een symboolfiguur geworden voor de vrouwenemancipatie en wordt wereldwijd gezien als een belangrijk rolmodel. Sinds zijn publicatie heeft het stuk aanleiding gegeven tot controverse en debat, zowel door zijn dramatische opbouw als door zijn ideologische impact.
Met Een poppenhuis slaagde Ibsen er volgens Unesco in om de dominantie van het Franse theater in Europa te doorbreken: het stuk was baanbrekend binnen de Westerse toneelkunst, zowel op formeel als op thematisch vlak. De naturalistische drama's van Ibsen, waaronder Een poppenhuis, gaven aan het Europese burgerlijke theater een nieuwe levenskracht door de psychologische diepgang, de ethische ernst en de sociale betekenis. Ibsens toneel kan op deze manier beschouwd worden als een nieuw ijkpunt binnen het moderne drama. Bij de verspreiding van het Westerse toneel naar Azië en Afrika stond Een poppenhuis volgens Unesco symbool voor het moderne Westerse drama en inhoudelijke waarden zoals mensenrechten en vrijheid.
Het manuscript van Een poppenhuis wordt bewaard in de Nationale Bibliotheek van Noorwegen in Oslo. Samen met de aantekeningen en eerste ontwerpen geeft het inzicht in Ibsens artistieke proces en in de ontwikkeling van de ideologische inhoud van het stuk. Ibsen verwoordt zijn revolutionaire ideeën vaak duidelijker in zijn manuscripten dan in zijn uiteindelijke tekst, die om artistieke redenen meer ambigu is.

## Trivia
In 2002 werd Een poppenhuis opgenomen in de lijst van beste 100 boeken uit de wereldliteratuur, samengesteld op initiatief van de Noorse boekenclubs en de Zweedse Academie.